# 約翰·L·薩凡奇

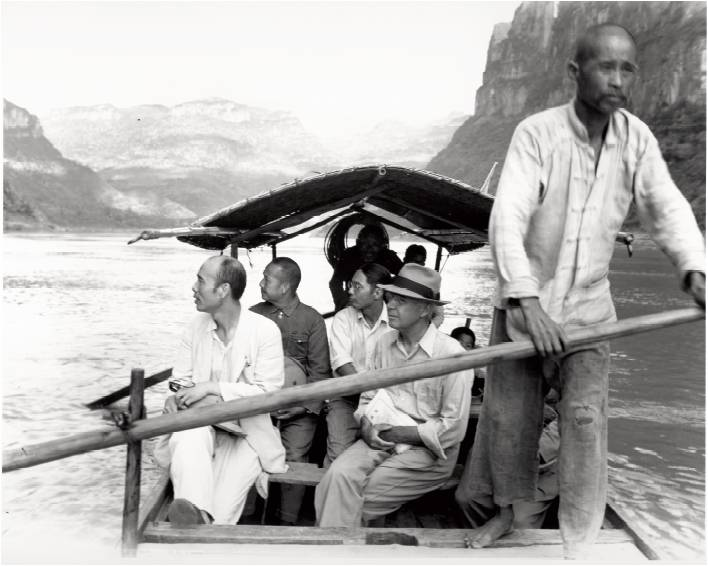
1944年薩凡奇與中國代表團視察長江

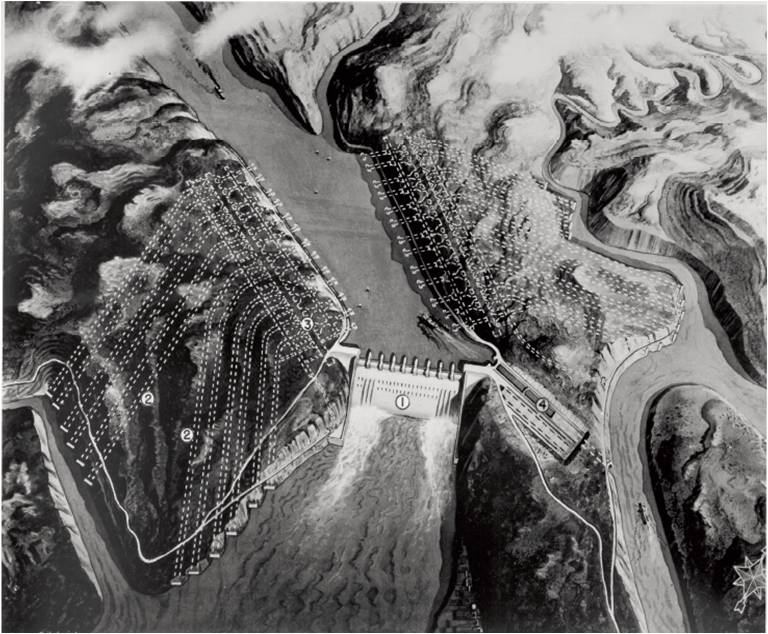
1945年測繪草圖

約翰·盧西安·薩凡奇，姓氏又譯薩維奇（英語：John Lucian Savage，1879年12月25日—1967年12月28日），美國土木工程師。主持60個水壩工程，尤以胡佛大壩、沙斯塔坝、大古力水坝、帕克水坝聞名。
1944年、1946-47年獲重慶國民政府资源委员会邀請到長江三峽測量三峽工程，寫成《Yangtze Gorge and Tributary Project》（通稱“萨凡奇计划”，Savage Plan）。1950年代再獲中華民國政府邀請到石門峽測量石門水庫選址處。
1949年美国国家科学院院士，1945年約翰·弗里茨獎得主。

## 早年學業
1879年12月25日生於威斯康辛州羅克縣小村莊庫克斯維爾 (威斯康辛州)。1903年威斯康星大学麦迪逊分校土木工程工學士（B.Sc.）畢業。

## 測量三峽
1947年5月，三峽测量夭折。薩凡奇兩年間的測繪考察全功盡廢，行政院資源委員會委員長錢昌照回憶，薩凡奇離開中華民國時「難過得快要哭了」。测量夭折的緣由，一個說法是，因為行政院長宋子文受貪污醜聞而1947年3月下台，主持三峽测量的行政院資源委員會委員長錢昌照1947年4月亦辭職，直接導致三峽测量被叫停。另一說法是，第二次国共内战令工程募資艱難。8月，设计工作全部停止。